# Hans Dijkstal
Henri Frans (Hans) Dijkstal (ur. 28 lutego 1943 w Port Saidzie, zm. 9 maja 2010 w Wassenaar) – holenderski polityk, parlamentarzysta, w latach 1994–1998 wicepremier oraz minister spraw wewnętrznych, od 1998 do 2002 lider Partii Ludowej na rzecz Wolności i Demokracji (VVD).

## Życiorys
Odbył szkolenie dla agentów ubezpieczeniowych, w latach 1961–1964 studiował prawo na Uniwersytecie Amsterdamskim, jednak studiów tych nie ukończył. Pracował jako doradca finansowy, prowadził w międzyczasie szkolenia z zakresu zarządzania. Od 1966 był członkiem Partii Ludowej na rzecz Wolności i Demokracji. W latach 1974–1986 i ponownie w 1990 zasiadał w radzie miejskiej w Wassenaar. Od 1978 do 1983 wchodził w skład zarządu miasta jako wethouder ds. edukacji, kultury i mieszkalnictwa.
W 1982 po raz pierwszy wybrany do Tweede Kamer. Do niższej izby Stanów Generalnych uzyskiwał reelekcję w wyborach w 1986, 1989, 1994, 1998 i 2002. Od sierpnia 1994 do sierpnia 1998 zajmował stanowiska wicepremiera oraz ministra spraw wewnętrznych w pierwszym rządzie Wima Koka. W lipcu 1998 został nowym liderem VVD i przewodniczącym frakcji deputowanych tego ugrupowania. W maju 2002, po słabym wynik liberałów w wyborach parlamentarnych, ustąpił z tych funkcji, a kilka miesięcy później zrezygnował z mandatu poselskiego.
Działał następnie w różnych organizacjach społecznych, powoływany w skład rad nadzorczych i ciał doradczych. Zmarł w 2010 na skutek choroby nowotworowej
Oficer Orderu Oranje-Nassau (1998).